# Arnhem trolibuszvonal-hálózata
Arnhem trolibuszvonal-hálózata Hollandia Arnhem városában található. Összesen 6 vonalból áll, összesen 52 km hosszúságban. Üzemeltetője a Breng.  Az üzem 1949. szeptember 5-én indult meg.
Ez Hollandia egyetlen működő trolibuszüzeme.

## Útvonalak
- 1  De Laar West - Velp
- 2  De Laar West - Centraal Station
- 3  Burgers Zoo - Het Duifje
- 5  Schuytgraaf - Presikhaaf
- 6  Centraal Station - Elsweide/HAN
- 7  Geitenkamp - Rijkerswoerd
- 352  Centraal Station - Wageningen Busstation